# 크리스틴 올더슨
크리스틴 올더슨(Kristen Alderson, 1991년 5월 29일 ~ )은 미국의 배우, 가수이다.

## 출연 작품
- 원 라이프 투 리브 (1968)